# Sargus purpurea
Sargus purpurea är en tvåvingeart som först beskrevs av Walker 1860.  Sargus purpurea ingår i släktet Sargus och familjen vapenflugor. Inga underarter finns listade i Catalogue of Life.